# Kantör
Kantör este o arie protejată (sit de importanță comunitară — SCI) din Finlanda întinsă pe o suprafață de 9,5 ha, integral pe uscat.

## Localizare
Centrul sitului Kantör este situat la coordonatele 59°53′37″N 20°53′27″E / 59.89364°N 20.890701°E.

## Înființare
Situl Kantör a fost declarat sit de importanță comunitară în octombrie 2020 pentru a proteja un număr necunoscut de specii din flora spontană și fauna sălbatică aflate în arealul zonei.

## Biodiversitate
Situată în ecoregiunea boreală, aria protejată conține 2 habitate naturale: Insulițe și insule mici din Baltica boreală, Faleze cu vegetație de pe coastele atlantice și baltice.
La baza desemnării sitului se află un număr nedeclarat de specii protejate.
Pe lângă speciile protejate, pe teritoriul sitului au mai fost identificate 2 specii de păsări.